# Penn Graham
Penn Tiberius Graham es un personaje ficticio de la serie de televisión australiana Home and Away. Penn fue interpretado por el actor australiano Christian Clark desde el 14 de junio de 2010, hasta noviembre del mismo año. El 7 de febrero de 2011 apareció en un flashback, durante una secuencia que mostraba los hechos que llevaron hasta el momento en el que Penn había sido asesinado.

## Antecedentes
Penn es un joven conqueto y fresco, actúa como si nada le importara. Su actitud es totalmente diabólica y desde su llegada ocasionará varios problemas a algunos residentes.
Bajo su confianza Penn tiene arraigado profundamente un resentimiento que tiene como raíz una conexión pasada con Summer Bay.

## Biografía
Inmediatamente después de su llegada a Summer Bay, Nicole Franklin inmediatamente se siente atraída hacia él, quien después de leerle la mano le dice que alguien malvado está a punto de entrar a su vida.
Poco después Penn y Nicole comienzan a salir pero cuando Romeo lo ve besándose con Hayley Doven y le dice a Nicole, esta comienza a tener dudas acerca de la fidelidad de Penn. 
Secretamente Penn ha causado problemas a algunas de las residentes de la bahía, entre ellas se encuentran Nicole a la que le dijo que Sid todavía sentía cosas por ella, otra que ha cíido en las trampas de Penn ha sido Colleen Stewart quien fue arrestada por robo luego de que se encontraran utensilios robados en su casa, los cuales en realidad habían sido tomados por Penn.
Penn y Nicole terminan, sin embargo poco después regresan. Cuando Nicole se encontraba en la playa Penn se acercó a ella para disculparse por todo lo que le había hecho, mientras se encontraban platicando Nicole se pinchó con una jeringa, Nicole fue inmediatamente al hospital y ahí Penn le confesó que él había tomado la jeringa del hospital y la había puesto en la arena, lo cual ocasionó que Nicole terminara con él.
Poco después Penn es golpeado brutalmente y es llevado al hospital, al inició acusan a Alf Stewart del ataque pero cuando Penn se despierta de la cirugía revela que no fue Alf sino algunos chicos que estaban tratando de obtener un paseo. Luego se revela que Penn es el hijo de Tulip O'Hare, una mujer con la que Alf tuvo un románce 20 años atrás en 1987, luego de que la hija de Tulip y hermana menor de Penn muriera.
Más tarde se revela que Penn es hijo de Tulip O'Hare, una mujer con la que Alf tuvo un románce 20 años atrás. Tulip estaba muy enamorada de Alf pero este al no corresponderle termina la aventura y poco después Tulip muere al sufrir una sobredosis con pastillas para dormir.
Poco después Penn comienza a amenazar a Alf, quien decide contarle todo a Miles Copeland e Irene Roberts, quienes le dicen que le cuente todo a la oficial Charlie Buckton, Cuando Penn desaparece y solo se encuentra un poco de sangre en su habitación de hotel el Detective Robert Robinson regresa a Summer Bay para investigar su desaparición, si Penn salió de la ciudad por propia voluntad o algo le pasó. Pronto Nicole, Alf, Miles, John Palmer, Marilyn Chambers y Sid Walker, se convierten en los principales sospechosos de la investigación.
El 27 de abril de 2011 mientras que Nicole se encontraba dando un paseo por la playa junto a Angelo Rosetta comienza a sentir contracciones y comienza su labor de parto, con la ayuda de Angelo, Nicole da a luz a un niño al que llama George. 